# Alstroemeria pubiflora
Alstroemeria pubiflora este o specie de plante monocotiledonate din genul Alstroemeria, familia Alstroemeriaceae, descrisă de Pierfelice Ravenna. Conform Catalogue of Life specia Alstroemeria pubiflora nu are subspecii cunoscute.